# یوهانس کومل
یوهانس کومل (به آلمانی: Johannes Kümmel) (۲۱ ژوئیه ۱۹۰۹–۲۶ فوریه ۱۹۴۴) افسر بلندپایه آلمانی در دوره رایش سوم بود که در جریان جنگ جهانی دوم فرماندهی یگان‌های زرهی مختلفی تا سطح هنگ را بر عهده داشت. کومل به جهت عملکردش در میدان‌های نبرد نشان عالی صلیب شوالیه صلیب آهنین را با برگ‌های بلوط دریافت کرد.

## زندگی
یوهانس کومل روز ۲۱ ژوئیه سال ۱۹۰۹ در کوسویش در زاکسن زاده شد. سال ۱۹۲۸ وارد خدمت در رایشسور شد و سطوح درجه‌داری را طی کرد. سال ۱۹۳۹ در هنگ ۸ زرهی در لشکر دهم زرهی خدمت می‌کرد که در بوبلینگن در نزدیکی اشتوتگارت مستقر بود. استوار دوم کومل فرمانده یک دسته تانک در گروهان ۱ بود. با آغاز جنگ جهانی دوم، در جریان کارزار لهستان نشان درجه ۲ صلیب آهنین را روز ۲۷ سپتامبر سال ۱۹۳۹ دریافت کرد. با نشان دادن استعداد رزمی چشمگیر از جمله منهدم کردن چند تانک دشمن به دست خود، پس از پایان موفق این کارزار، روز ۲۰ اکتبر نشان درجه ۱ صلیب آهنین نیز به او اعطا شد. مدت کوتاهی بعد با درجه ستوان دوم به سلک افسران درآمد.
در آغاز کارزار فرانسه فرماندهی یک گروهان به کومل سپرده شد. یگان او به عنوان بخشی از سپاه ۱۹ موتوریزه هاینتس گودریان، در شکستن خط دشمن در ناحیه سدان و در پی آن پیشروی به سمت کانال مانش مشارکت داشت. در این میان خودروی کومل روی مین ضدتانک رفت و خود او زخمی شد.
ترفیع درجات:
- ۱ دسامبر ۱۹۳۹: ستوان دوم
- ۱ آوریل ۱۹۴۰: ستوان یکم
- ۱۹۴۱: سروان
- ۱ دسامبر ۱۹۴۲: سرگرد
- ژوئن ۱۹۴۳: سرهنگ دوم
- ۲۰ مه ۱۹۴۴ (پس از مرگ): سرهنگ

هنگ ۸ زرهی روز ۱۸ ژانویه سال ۱۹۴۱ به لشکر پانزدهم زرهی، آرایشی کمابیش نو، منتقل شد. این لشکر در کنار لشکر پنجم سبک هسته آفریکاکور زیر فرمان اروین رومل را پدیدآورد. بیشتر این لشکر ماه مه سال ۱۹۴۳ به طرابلس در لیبی منتقل شد. یگان کومل در نبردهای آغازین آلمانی‌ها و بریتانیایی‌ها در ناحیه برقه، در جایگاه ذخیره بود. در پی ضدحمله نیروهای متفق برای شکستن محاصره طبرق، هنگ ۸ زرهی روز ۱۶ ژوئن وارد میدان شد تا جلوی پیشروی قوای زرهی دشمن از السلوم و کاپوتسو به سمت شمال را بگیرد. درگیری شدید تانک به تانک در این موضع به‌پا شد. کومل خود شخصاً چند توپ ضدتانک و هشت تانک بریتانیایی را منهدم کرد. دشمن در این نقطه شکست خورد و گروهان کومل نقش تعیین‌کننده‌ای در آن داشت. با مشاهده عملکرد ماهرانه کومل در این صحنه دشوار، سرتیپ والتر نویمن-زیلکو، فرمانده لشکر پانزدهم زرهی توصیه به اعطای نشان عالی صلیب شوالیه صلیب آهنین به او کرد که روز ۹ ژوئیه سال ۱۹۴۱ مفتخر به دریافت آن شد. رزم متهورانه لقب «شیر کاپوتسو» را برای کومل به ارمغان آورد.
ماه مه سال ۱۹۴۲ فرماندهی گردان ۱ هنگ ۸ زرهی موقتا به کومل سپرده شد. او این یگان را در نبردهای بزرگی در مواضع خط الغزاله هدایت کرد. نیروهای او میانه ماه ژوئن بندر پیاسترینو را تصرف کردند. آلمانی‌ها مدتی بعد بر طبرق نیز مسلط شدند. سروان کومل روز ۱۱ اکتبر سال ۱۹۴۲ برگ‌های صلیب شوالیه را دریافت کرد و در جایگاه فرماندهی گردان تثبیت شد. به هر شکل در پایان همان ماه از شکست آفریکاکور در العلمین و انهدام قوای زرهی آن جان به در برد. کومل روز ۱ دسامبر سال ۱۹۴۲ به درجه سرگرد ترفیع گرفت و مدت کوتاهی بعد از شمال آفریقا رفت. چند ماه بعد نیروهای محور در شمال آفریقا کامل شکست خوردند و منهدم شدند.
کومل متعاقباً به درجه سرهنگ دوم ترفیع گرفت و به ستاد سپاه ۱۴ زرهی هانس-والنتین هوبه در شمال ایتالیا منتقل شد. سپس ماه اکتبر سال ۱۹۴۳ فرماندهی هنگ ۲۶ زرهی در لشکر بیست‌وششم زرهی را در دست گرفت و در سالرنو به نبرد پرداخت. هنگ او بخشی از ضدحمله زمستانه آلمانی‌ها برای از بین بردن سر ساحل متفقین در آنتسیو بود. نخستین ضدحمله ناکام بود؛ ضدحمله دومی برای روز ۲۷ فوریه برنامه‌ریزی شد. با این وجود سرهنگ دوم یوهانس کومل یک روز پیش از آن، ۲۶ فوریه سال ۱۹۴۴، در اثر یک تصادف رانندگی در چیسترنا جان باخت. در واپسین قدردانی از خدماتش، کومل روز ۲۰ مه سال ۱۹۴۴، پس از مرگ، به درجه سرهنگ ترفیع گرفت.